# Conophyma kuznetzovi
Conophyma kuznetzovi är en insektsart som beskrevs av Stolyarov 1969. Conophyma kuznetzovi ingår i släktet Conophyma och familjen Dericorythidae. Inga underarter finns listade i Catalogue of Life.